# NATO-Gipfel in Washington 2024

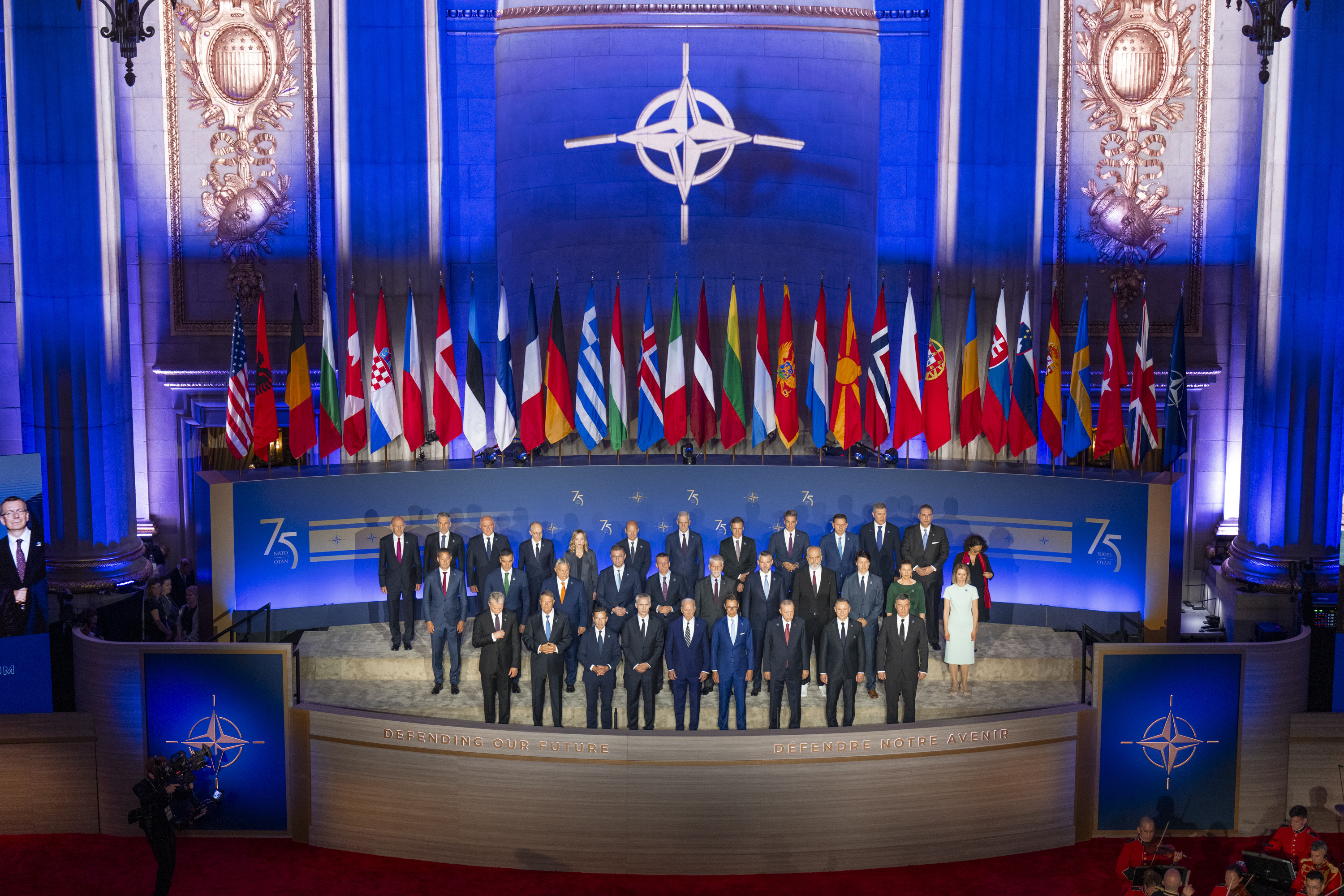
Gruppenfoto der Staatsgäste bei dem NATO-Gipfel

Der NATO-Gipfel 2024 in Washington fand vom 9. bis 11. Juli 2024 in der Hauptstadt der USA statt.
Die Staats- und Regierungschefs der 32 Mitglieder der NATO, ihrer Partnerländer und der Europäischen Union (EU) feiern den 75. ‚Geburtstag‘ der NATO (der Nordatlantikvertrag wurde am 4. April 1949 in Washington, D.C. unterzeichnet). Der Gipfel ist der vierte NATO-Gipfel in den Vereinigten Staaten (nach Gipfeln in Chicago (2012) und in Washington (1978 und 1999)).
Es war der erste Gipfel seit dem 
Beitritt Schwedens zur NATO und der letzte für Jens Stoltenberg als NATO-Generalsekretär (der Niederländer Mark Rutte wird am 1. Oktober 2024 sein Nachfolger).

## Internationale Unterstützung für die Ukraine
Am 14. Mai 2024 reiste US-Außenminister Antony Blinken nach Kiew (die Hauptstadt der Ukraine).
Etwa drei Wochen zuvor hatte der US-Kongress nach langen Verhandlungen mit den Republikanern ein Hilfspaket in Höhe von 60 Milliarden Dollar genehmigt.
Die Verzögerung hatte den Streitkräften der Ukraine einen Munitionsmangel beschert und sie gezwungen, an einigen Stellen der Front zurückzugehen.
Am 24. Mai 2024 sagte der ungarische Ministerpräsident Viktor Orbán, seine Regierung plane, die NATO-Mitgliedschaft Ungarns (seit März 1999) neu zu definieren, „ohne an NATO-Operationen außerhalb des NATO-Gebiets teilzunehmen“. Hintergrund war seine Haltung zur Auslandshilfe für die Ukraine.
Orbán ist der einzige Staatschef eines EU- und NATO-Mitgliedsstaates, der trotz deren gemeinsamer Bemühungen, die Ukraine wirtschaftlich, militärisch und politisch zu unterstützen, weiterhin enge Beziehungen zum russischen Präsidenten Putin unterhält. Anfang Januar 2024 drohte die EU damit, Ungarn mit Abstimmungssanktionen zu belegen und ihm EU-Zahlungen dauerhaft zu streichen, falls Orbáns Regierung weiterhin ein Hilfspaket der EU für die Ukraine in Höhe von 50 Milliarden Euro weiter blockieren würde.
Ungarn zog sein Veto zurück und die EU gewährte der Ukraine dieses Hilfspaket.
Am 27. Juni 2024 unterzeichneten die Ukraine und die EU ein Sicherheitsabkommen, in dem sich alle 27 Mitgliedsstaaten verpflichten, der Ukraine ungeachtet etwaiger interner institutioneller Veränderungen umfassend zu helfen.
Am selben Tag unterzeichneten die EU und Litauen sowie die EU und Estland zwei ähnliche Abkommen. Neunzehn Staaten unterzeichneten mit der Ukraine bereits ähnliche bilaterale Sicherheitsabkommen, darunter die Vereinigten Staaten, Frankreich und Großbritannien.
Diese Abkommen sind strategische Partnerschaften, die darauf abzielen, die Stabilität und die Sicherheit der Ukraine angesichts anhaltender Herausforderungen zu stärken.
US-Präsident Biden gab auf dem Gipfel bekannt, dass die USA, Deutschland, die Niederlande, Rumänien und Italien der Ukraine fünf weitere strategische Luftverteidigungssysteme liefern.
Auf dem Gipfeltreffen gab NATO-Generalsekretär Jens Stoltenberg die Aufsteḷlung eines neuen Kommandos namens NATO Security Assistance and Training for Ukraine (NSATU) bekannt. Es koordiniert von Deutschland (Wiesbaden) aus Waffenlieferungen an und Ausbildung der ukrainischen Streitkräfte. Bislang war damit die unter Federführung der USA Ende 2022 im Europa-Hauptquartier der US-Streitkräfte in Wiesbaden eingerichtete rund 300 Soldaten starke Security Assistance Group-Ukraine (SAG-U) beauftragt. Die NSATU dagegen umfasst rund 700 Mitarbeiter, wovon Deutschland rund 40 stellt, darunter den stellvertretenden Kommandeur, einen Zwei-Sterne-General. Beteiligt sind alle NATO-Mitglieder außer Ungarn. Die NSATU hat ihre Tätigkeit am 12. Juli 2024 begonnen.

## Beziehungen zu Russland
Am 24. Mai 2024 kündigte das US-Außenministerium einen Besuch von Außenminister Antony Blinken in mitteleuropäischen Ländern an. Dies geschah inmitten zunehmender Besorgnis über Russlands Vormarsch in der Ukraine. Russische Streitkräfte hatten am 10. Mai 2024 eine Charkiw-Offensive begonnen.
Blinken besuchte am 29. Mai Chișinău und am 30. und 31. Mai Prag. Er traf sich mit dem tschechischen Außenminister Jan Lipavský und anderen Beamten, um über die Unterstützung für die Ukraine und über den georgischen Gesetzentwurf zu „ausländischen Agenten“ zu beraten. 

## Änderungen der Waffennutzungsrichtlinien
Am 3. Mai sagte der britische Außenminister David Cameron bei einem Besuch in Kiew, die Ukraine habe die Entscheidung darüber, wie sie britische Waffen einsetzen wolle, und das Recht, mit diesen Waffen Angriffe in Russland durchzuführen. Dies war ein wichtiger Politikwechsel seitens Großbritanniens, einer Atommacht und eines bedeutenden NATO-Mitglieds.
Der Pressesprecher des Kreml, Dmitri Peskow, und die Sprecherin des Außenministeriums, Maria Sacharowa, verurteilten die Entscheidung.
Am 29. Mai erlaubten Vertreter Finnlands, Kanadas und Polens der Ukraine, mit von ihnen gelieferten Waffen militärische Ziele in Russland anzugreifen.
Bis Ende Mai hatten sich mehrere Staats- und Regierungschefs für die Aufhebung des gleichzeitigen Verbots westlicher Waffen ausgesprochen, darunter die Präsidenten Emmanuel Macron (Frankreich), Edgars Rinkēvičs (Lettland) und Alar Karis (Estland), Bundeskanzler Olaf Scholz, die Ministerpräsidenten Alexander De Croo (Belgien), Petr Fiala (Tschechische Republik) und Mette Frederiksen (Dänemark) sowie die Außenminister Kanadas, Litauens, Norwegens, des Vereinigten Königreichs und Polens und die Verteidigungsminister Finnlands, der Niederlande und Schwedens. Italien (Kabinett Meloni) sprach sich dagegen aus, dass die Ukraine westliche Waffen gegen Ziele in Russland einsetzen darf.
Am 30. Mai erteilte US-Präsident Joe Biden der Ukraine implizit die Erlaubnis, innerhalb Russlands zuzuschlagen, allerdings nur in der Nähe der Oblast Charkiw. Genaue Grenzlinien wurden nicht definiert.
Die Entscheidung fiel, nachdem der ukrainische Präsident Selenskyj und andere Politiker ihre Verbündeten aufgefordert hatten, der Ukraine Angriffe innerhalb Russlands mit aus dem Westen gelieferten Waffen zu gestatten. 
Kurz nachdem die USA diese Beschränkungen aufgehoben hatten, erteilte die deutsche Regierung der Ukraine die Erlaubnis, von Deutschland gelieferte Waffen in Russland einzusetzen.
Bis dahin hatten russische Streitkräfte ihre Angriffe „direkt hinter der Grenze“ gestartet. Dadurch blieben der Ukraine zum Beispiel zur Verteidigung gegen Gleitbomben nur wenige Sekunden Reaktionszeit. 
Am 20. Juni 2024 ermächtigte die Regierung Biden (auch als Reaktion auf den gegenseitigen Verteidigungspakt zwischen Nordkorea und Russland)  die Ukraine, von den USA gelieferte Waffen gegen russische Streitkräfte jenseits der Grenze, über die Region um Charkiw hinaus, einzusetzen. 
Diese Entscheidung ermöglichte erfolgreiche ukrainische Militäroperationen. Ukrainische Beamte setzten sich daraufhin für die Aufhebung der Beschränkungen für Langstreckenraketensysteme wie das ATACMS ein.
Am 19. Juni 2024 unterzeichneten Nordkorea und Russland während Putins erstem Besuch in Pjöngjang seit 24 Jahren ein gegenseitiges Verteidigungsabkommen.
Dieses Ereignis wurde als erhebliche Eskalation der Spannungen auf der koreanischen Halbinsel gewertet. Südkorea bestellte den russischen Botschafter Georgi Sinowjew ein, um gegen das Abkommen zu protestieren.
Am 20. Juni erklärte der südkoreanische nationale Sicherheitsberater Chang Ho-jin, Südkorea werde die Frage der Waffenlieferungen an die Ukraine überdenken. Diese Aussage markierte auch eine Änderung der Militärdoktrin Südkoreas, die bis dato Waffenlieferungen an Länder verbot, die in aktive militärische Konflikte verwickelt sind.
Putin behauptete, es wäre ein „großer Fehler“, wenn Südkorea die Ukraine mit Waffen beliefern würde.

## Verteidigungsausgaben der Mitgliedstaaten
Am 17. Juni gab NATO-Generalsekretär Jens Stoltenberg bei einem Besuch bei Präsident Biden im Weißen Haus vor dem NATO-Gipfel bekannt, dass 23 von 32 NATO-Mitgliedsstaaten ihre Verteidigungsausgabenziele von 2 % des BIP ihres Landes erreichten, ein Rekordwert.
Laut Angaben der NATO stiegen die Verteidigungsausgaben der europäischen Mitgliedsstaaten und Kanadas um insgesamt 18 %.

## Teilnehmer
| Land oder Organisation                                                      | Leiter der Delegation | Titel                | Beleg |
| --------------------------------------------------------------------------- | --------------------- | -------------------- | ----- |
| NATO                                                                        | Jens Stoltenberg      | NATO-Generalsekretär |       |
| Albanien                                                                    | Edi Rama              | Ministerpräsident    |       |
| Australien                                                                  | Anthony Albanese      | Premierminister      |       |
| Belgien                                                                     | Alexander De Croo     | Premierminister      |       |
| Bulgarien                                                                   | Dimitar Glawtschew    | Ministerpräsident    |       |
| Dänemark                                                                    | Mette Frederiksen     | Ministerpräsident    |       |
| Deutschland                                                                 | Olaf Scholz           | Bundeskanzler        |       |
| Estland                                                                     | Kaja Kallas           | Premierminister      |       |
| Finnland                                                                    | Alexander Stubb       | Präsident            |       |
| Frankreich                                                                  | Emmanuel Macron       | Präsident            |       |
| Griechenland                                                                | Kyriakos Mitsotakis   | Ministerpräsident    |       |
| Island                                                                      | Bjarni Benediktsson   | Premierminister      |       |
| Italien                                                                     | Giorgia Meloni        | Ministerpräsident    |       |
| Japan                                                                       | Fumio Kishida         | Premierminister      |       |
| Kanada                                                                      | Justin Trudeau        | Premierminister      |       |
| Kroatien                                                                    | Zoran Milanović       | Präsident            |       |
| Lettland                                                                    | Evika Siliņa          | Ministerpräsident    |       |
| Litauen                                                                     | Gitanas Nausėda       | Präsident            |       |
| Luxemburg                                                                   | Luc Frieden           | Premierminister      |       |
| Montenegro                                                                  | Jakov Milatović       | Präsident            |       |
| Neuseeland                                                                  | Christopher Luxon     | Premierminister      |       |
| Niederlande                                                                 | Dick Schoof           | Ministerpräsident    |       |
| Nordmazedonien                                                              | Hristijan Mickoski    | Ministerpräsident    |       |
| Norwegen                                                                    | Jonas Gahr Støre      | Ministerpräsident    |       |
| Polen                                                                       | Andrzej Duda          | Präsident            |       |
| Portugal                                                                    | Luís Montenegro       | Premierminister      |       |
| Rumänien                                                                    | Klaus Iohannis        | Präsident            |       |
| Schweden                                                                    | Ulf Kristersson       | Ministerpräsident    |       |
| Slowakei                                                                    | Peter Pellegrini      | Präsident            |       |
| Slowenien                                                                   | Robert Golob          | Ministerpräsident    |       |
| Spanien                                                                     | Pedro Sánchez         | Ministerpräsident    |       |
| Südkorea                                                                    | Yoon Suk-yeol         | Präsident            |       |
| Türkei                                                                      | Recep Tayyip Erdoğan  | Präsident            |       |
| Tschechien                                                                  | Petr Pavel            | Präsident            |       |
| Ukraine                                                                     | Wolodymyr Selenskyj   | Präsident            |       |
| Ungarn                                                                      | Viktor Orbán          | Ministerpräsident    |       |
| Vereinigte Staaten                                                          | Joe Biden (Gastgeber) | US-Präsident         |       |
| Vereinigtes Königreich                                                      | Keir Starmer          | Premierminister      |       |
| Länder, deren Zeilen diese Hintergrundfarbe haben, sind kein NATO-Mitglied. |                       |                      |       |